# Hòa ước Teschen

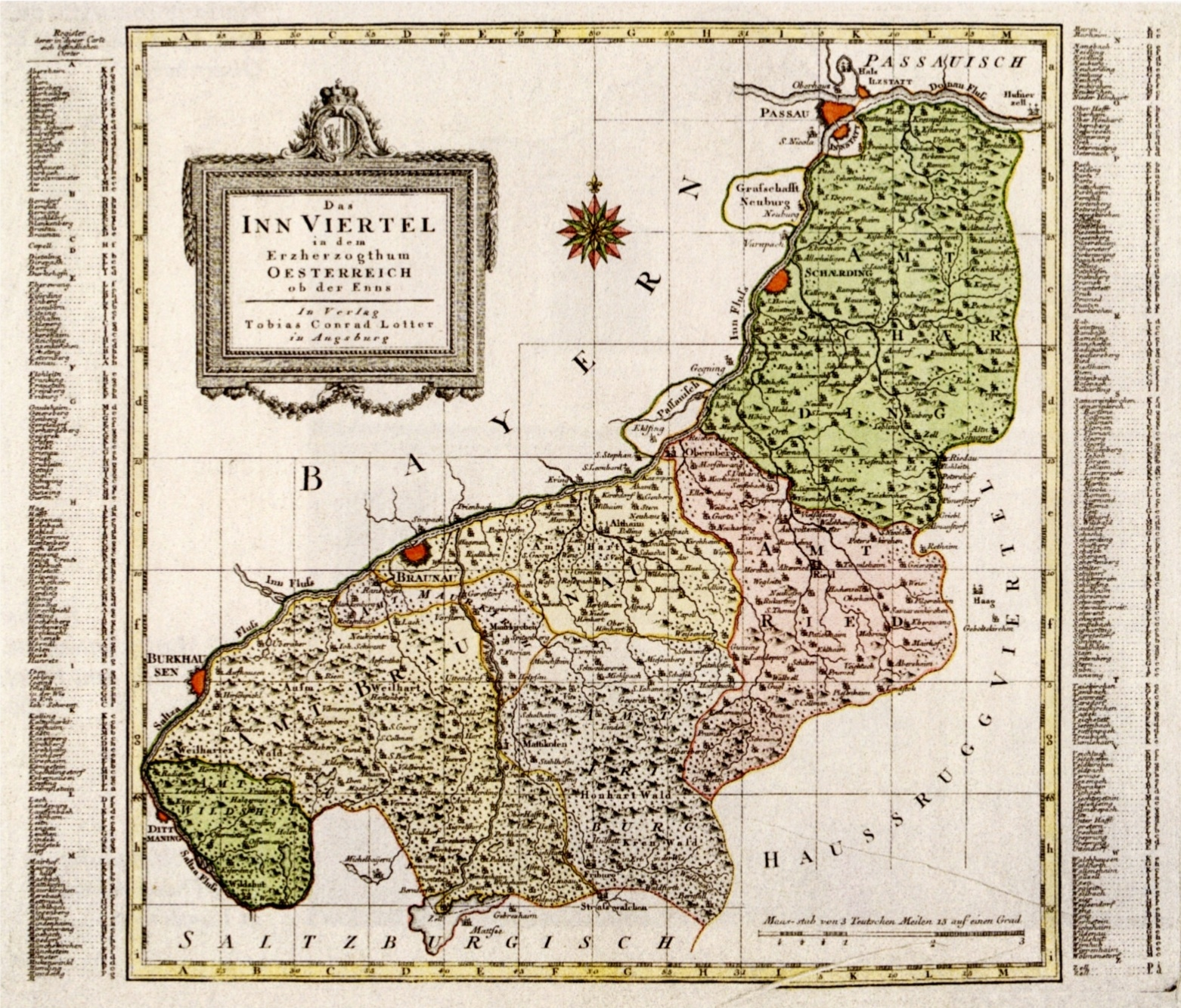
Lãnh thổ phần tư Inn mà Áo thôn tính sau cuộc chiến tranh Kế vị Bayern.

Hòa ước Teschen (tiếng Đức: Frieden von Teschen) là một hòa ước được ký vào ngày 13 tháng 5 năm 1779 ở Cieszyn (Teschen), Schlesien thuộc Áo giữa Áo và Phổ và được Hoàng đế Joseph II chuẩn y vào ngày 8 tháng 3 năm 1780. Hòa ước này chính thức chấm dứt cuộc Chiến tranh Kế vị Bayern (bùng nổ sau khi Tuyển hầu Maximilian III Joseph qua đời). Ban đầu, Đại Công nương của Áo là Hoàng hậu Đế quốc La Mã Thần thánh Maria Theresa - lo sợ một thế lực thứ ba sẽ nổi lên ở Đức - phản đối việc trao quyền kế vị cho người anh em họ của Maximilian thuộc gia tộc Wittelsbach là Bá tước Pfalz Karl Theodor; tuy nhiên với sự tham chiến của quân đội Phổ trong cuộc chiến tranh này, Maria Theresa phải nhượng bộ, cho dầu quân Áo và quân Phổ chưa hề đánh nhau một trận lớn nào. Hòa ước được ký kết với sự dàn xếp và chứng thực của hai nước Nga và Pháp.
Theo Hòa ước, Đại Công quốc Áo (cụ thể là phần Công quốc Thượng Áo) sẽ nhận được phần đất của Bayern nằm phía Đông sông Inn mang tên là "phần tư Inn" (Innviertel), kéo dài từ Giáo phận Công giáo Rôma của Passau tới biên giới phía Bắc của Đại Giáo phận Salzburg. Đổi lại, Áo phải thừa nhận quyền kế vị của Phổ đối vối hai lãnh địa thuộc nhóm Franken là Ansbach và Bayreuth; hai lãnh địa này sẽ được cai trị bởi Bá tước Karl Alexander thuộc gia tộc Hohenzollern của Phổ (đến năm 1791 thì hai lãnh địa này được sáp nhập vào Phổ). Tuyển hầu quốc Sachsen sẽ được nhận phần thưởng 6 triệu guilder vì công lao trong cuộc chiến tranh này. Và với việc thừa nhận Karl Theodor là người kế vị hợp pháp của Bayern, các Tuyển hầu quốc Bayern và Pfalz (tức phần lãnh thổ Pfalz nằm ở sông Rhine và vùng Thượng Pfalz) được thống nhất dưới sự cai trị của gia tộc Wittelsbach. Còn phần tư Inn thì vĩnh viễn được sáp nhập vào Áo cho đến ngày hôm nay - hiện nay nó là một trong bốn "phần tư" của bang Thượng Áo.
Như vậy, gia tộc Wittelsbach đã nắm vững quyền thống trị xứ Bayern, sau này họ sẽ còn lên ngôi vua xứ này vào năm 1806. Trong khi ấy, uy danh của nước Phổ càng thêm gia tăng tại Đức. Vốn hai bên tham chiến không đánh một trận lớn nào trong cuộc Chiến tranh Kế vị Bayern thế mà Áo đã phải nhượng bộ cho Phổ, điều ấy thể hiện sự khiếp sợ của người đối với lực lượng Quân đội Phổ hùng mạnh, nhất là sau khi nước Áo bại trận trong các cuộc Chiến tranh Kế vị Áo và Chiến tranh Bảy Năm. Ngoài ra, từ lúc này các tiểu quốc ở Đức tôn vinh nhà vua nhà vua Friedrich II Đại đế nước Phổ như người bảo vệ nguyên trạng của Đế quốc La Mã Thần thánh chống lại sự hung hăng của dòng họ Habsburg thời bấy giờ. Năm 1785, con trai và là người kế vị của Maria Theresa là Joseph II thực hiện một nỗ lực nữa nhằm sáp nhập Bayern vào lãnh thổ của mình - thậm chí ông còn định nhường cả phần Hà Lan thuộc Áo cho Karl Alexander để đổi lấy Bayern. Tuy nhiên nỗ lực của ông đã thất bại bởi vua Friedrich II Đại đế, người đã cùng Liên minh các Vương hầu đồng loạt phản đối hành động này. Sau cuộc chiến tranh Bảy năm và cuộc chiến tranh kế vị Bayern, dòng họ Habsburg của Áo không còn có thể thực thi quyền lực của mình lên sự phản kháng của Phổ nữa - điều này báo trước ngày tàn của Đế quốc La Mã Thần thánh mà dòng họ Habsburg nắm quyền thống trị suốt gần 3 thế kỷ. Một hệ quả khác của Hòa ước Teschen là sự trỗi dậy của Đế quốc Nga trong nền ngoại giao của mình, can thiệp và bảo vệ nguyên trạng của Đức.